# دانکمار آدلر
دانکمار ادلر (به انگلیسی: Dankmar Adler) متولد ۱۸۴۴ در آلمان، مهندس و معمار آمریکایی قرن نوزدهم بود. او در ۱۸۵۴ به شیکاگو مهاجرت کرد، جایی که با معمار بزرگ لوئیس سالیوان در قالب شرکت آدلر-سالیوان سازنده‌ی اسمانخراشهای برجسته‏‌ای بود. فرانک لوید رایت کار معماری را در شرکت آدلر-سالیوان شروع کرد. ساختمان اجتماعات (Auditorium Building) او و سالیوان یکی از اولین نمونه‌های باشکوه مهندسی آکوستیک است.